# Mykolas Alekna
Mykolas Alekna (Vilnius, 28. rujna 2002.) litavski atletičar koji se specijalizirao za bacanje diska. Trenutačni je svjetski rekorder u disciplini sa 74,35 metara. U dobi od 19 godina osvojio je srebrnu medalju na Svjetskom prvenstvu 2022., postavši najmlađi osvajač svjetske medalje u bacanju diska u povijesti. Alekna je također bio najmlađi pobjednik u svojoj disciplini na Europskom prvenstvu 2022., postavljajući pritom rekord natjecanja. Osvojio je srebrnu medalju na Olimpijskim igrama u Parizu 2024. Bacio je novi olimpijski rekord od 69.97 m, koji je do tada držao njegov otac Virgilijus Alekna, ali ga je kasnio pretekao neočekivani olimpijski pobjednik Jamajčanin Rojé Stona s hicem 70.00 m.
Godine 2021. bio je svjetski prvak do 20 godina i europski prvak do 20 godina.
Mykolas je sin dvostrukog olimpijskog prvaka u bacanju diska Virgilijusa Alekne. Njegov brat Martynas Alekna također je bacač diska.

## Karijera
U lipnju 2022. 19-godišnji Mykolas Alekna bacio je svoj novi osobni rekord od 69,81 m dok je završio drugi na mitingu Dijamantne lige u Stockholmu, što je najduže bacanje diska koje je ikada napravio jedan tinejdžer. Na Svjetskom prvenstvu 2022. održanom u Eugeneu u srpnju, izgubio je samo od Slovenca Kristjana Čeha, postavši najmlađi osvajač svjetske medalje u bacanju diska u povijesti. Nepunih mjesec dana kasnije na Europskom prvenstvu u Münchenu 2022. Alekna je postao prvi tinejdžer koji je osvojio medalju u bacanju diska, a kamoli zlato, pobijedivši Čeha i sva tri osvajača medalja s Olimpijskih igara u Tokiju 2020. Njegov otac osvojio je ovu titulu 16 godina ranije.
Dana 29. travnja 2023. na The Big Meetu u Berkeleyu u Kaliforniji, Alekna je postao najmlađi bacač diska u povijesti koji je bacio više od 70 metara, pomaknuvši se na 18. mjesto na svjetskoj listi svih vremena sa svojim novim najboljim rezultatom od 71,00 m, novim europskim rekordom do 23 godine.
Postavio je novi svjetski rekord u bacanju diska na bacačkom mitingu održanom u mjestu Ramona u američkoj saveznoj državi Oklahomi 14. travnja 2024. s nevjerojatnih 74.35 metara. Time je srušio 38 godina stari svjetski rekord Nijemca Jürgena Schulta koji je davne 1986. godine ostvario rezultat od 74.08 metara, a to je bio najstariji vrijedeći muški svjetski atletski rekord.